# 6-Phosphogluconat-Dehydrogenase
6-Phosphogluconat-Dehydrogenase (6PGD) ist das Enzym, das 6-Phosphogluconat zu Ribulose-5-phosphat umwandelt. Diese Reaktion ist der dritte Teilschritt im Pentosephosphatweg. 6PGD kommt in den meisten Lebewesen vor.
Ein möglicher 6PGD-Mangel aufgrund von Defekten im PGD-Gen verläuft asymptomatisch, selbst wenn weniger als fünf Prozent der normalen Menge am Enzym zur Verfügung steht. Bakterielle 6PGD agiert als Adhäsin.

## Katalysierte Reaktion
+ NADP+  {\displaystyle \longrightarrow }   + NADPH/H+  {\displaystyle \longrightarrow }   + CO2
6-Phosphogluconat wird zur Ketosäure dehydriert, wobei NADPH entsteht. Die Ketosäure zerfällt unter Abgabe von Kohlenstoffdioxid zu Ribulose-5-phosphat.